# Cicloeptatriene
Il cicloeptatriene è un cicloalchene con formula C7H8. A temperatura ambiente si presenta in forma liquida e trova utilizzo come ligando in chimica metallorganica e nella sintesi organica. Il cicloeptatriene non è un composto aromatico, dato che l'atomo di carbonio del gruppo CH2 non è planare.

## Sintesi
Il cicloeptatriene fu sintetizzato la prima volta da Albert Ladenburg nel 1881 mediante la decomposizione della tropina. La struttura venne dimostrata attraverso la sintesi di Richard Willstätter nel 1901. Questa sintesi partiva dal cicloeptanone e stabilì la struttura ciclica con 7 atomi di carbonio del composto.
Il cicloeptatriene può essere ottenuto in laboratorio tramite reazione fotochimica del benzene col diazometano o la pirolisi del prodotto di addizione di cicloesene e diclorocarbene. Un'altra reazione classica per la sintesi di derivati del cicloeptatriene consiste nell'allargamento dell'anello di Buchner, in cui vengono fatti reagire benzene e diazoacetato di etile per dare il corrispondente acido carbossilico del norcaradiene, che ad elevate temperature dà un riarrangiamento con espansione del ciclo formando l'estere etilico dell'acido carbossilico del cicloeptatriene.

## Reazioni
La rimozione di uno ione idruro dal ponte metilenico (-CH2-) porta alla formazione di un catione planare e aromatico chiamato tropilio. Un modo pratico per ottenere questo catione consiste nell'utilizzo di PCl5 come agente ossidante. Il cicloeptatriene si comporta come un diene nelle reazioni di Diels-Alder. Comportandosi da ligando forma molti complessi metallici, come ad esempio Cr(CO)3(C7H8).

## Utilizzo nei laser
Il cicloottatetraene e il cicloeptatriene sono utilizzati come quencher dello stato di tripletto nei laser a coloranti alla rodamina 6G.